# Phalangium aegyptiacum
Phalangium aegyptiacum is een hooiwagen uit de familie echte hooiwagens (Phalangiidae).